# Gnejsy gierałtowskie
Gnejsy gierałtowskie – szare gnejsy migmatyczne, drobnoziarniste, laminowane lub warstwowane, czasami prawie bezkierunkowe, o składzie leukogranitów bogatych w potas, z wkładkami amfibolitów laminowanych i granulitów i eklogitów. Składają się w zmiennych proporcjach z kwarcu, plagioklazów, mikroklinu, biotytu i chlorytu.
Według różnych autorów są starsze lub młodsze od gnejsów śnieżnickich. Być może są poligeniczne i część z nich jest starsza a część młodsza od gnejsów śnieżnickich.
Wiek, szacowany na ok. 460 mln (granit) i 420 mln lat (metamorfizm), zdaniem innych autorów pierwotny granit powstał ok. 490 mln lat temu. 
W Polsce występują w metamorfiku Lądka i Śnieżnika – w Masywie Śnieżnika (Międzygórze), w Górach Złotych i Bialskich (okolice wsi Stary i Nowy Gierałtów, od których pochodzi nazwa tych skał).